# Levi van Kempen
Levi Wouter van Kempen (Nieuwegein, 14 juni 1988) is een Nederlands acteur, presentator, stemacteur, zanger en piloot.

## Biografie
In 1999 speelde Van Kempen in de musical Elisabeth als Rudolf en in 2000 zong hij in Kinderen voor Kinderen. Daarna zat hij bij het Nederlands Musical Ensemble en speelde hoofdrollen in de musical Robin Hood en Alleen op de Wereld. In die periode had hij ook een rol in de televisieserie ff moeve. In 2004 had hij een gastrol in ONM.
Van 2005 tot 2010 vertolkte Van Kempen de rol van Junior Couwenberg in de soap ONM. In 2007 speelde hij ook twee keer in de week de rol van Danny Zuko in de Nederlandse versie van de musical Grease.
Van 2009 tot 2012 presenteerde Van Kempen samen met Joris Putman het programma Green Dream District op National Geographic. Van 2010 tot 2012 was Van Kempen presentator van de kinderzender Disney XD.
Naast actief te zijn als acteur en presentator is Van Kempen actief als stemacteur in diverse televisieseries waaronder Big Time Rush, Pokémon en Jackie Chan Adventures. Daarnaast leverde hij als stemacteur zijn bijdrage aan verschillende films waaronder Alvin and the Chipmunks, Rapunzel en Thunderbirds.
In 2013 was Van Kempen als V-reporter te zien in het RTL 4-programma The voice of Holland, hierin verzorgde hij backstage de verslaggeving.
In 2018 speelde hij in de rol van discipel mee in The Passion. Daarnaast was hij in 2018 de vaste vervanger voor Jim Bakkum als Hero in de musical All Stars.

## Filmografie

### Films
- Allerzielen (2005), als Boze Jongen (segment "Groeten uit Holland")
- Eddie the Movie (2008), als Arno
- Mega Mindy en het Zwarte Kristal (2010), als Axel
- Penny's Shadow (2011), als Kai
- Everest de jonge yeti (2019) als de helikopterdief

### Televisie als acteur
- ff moeve (2004), als Goran Sybrinski[3]
- Hotnews.nl (2005), als Frankie
- ONM (2004, 2005-2010), als Lars (2004) en Junior Couwenberg (2005-2010)
- Gooische Vrouwen (2006), als Bart Jan
- Tien torens diep (2009-2010), als Joep
- Goede tijden, slechte tijden (2017), als Abel Bremer
- K3 Roller Disco (2019), als pakketbezorger Frits

### Televisie als presentator
- Green Dream District (2009-2012), presentatieduo met Joris Putman
- Cluebie (2010-2011)
- Jonge Leeuwen (2011)
- Generation XD (2012)
- The voice of Holland (2013), als V Reporter

### Nasynchronisaties
Hieronder een geselecteerde lijst met films, videospellen en series waarvoor Van Kempen zijn stem uitleende.
- Bionicle: The Legend Reborn (film, 2009) - Gresh
- Zoey 101 (serie) - Dustin Brooks
- Galactik Football (serie) - Micro-Ice
- High School Musical (film, 2006) - Chad Danforth
- Iggy Arbuckle (serie) - Iggy
- Alvin and the Chipmunks (film, 2007) - Alvin
- Jackie Chan Adventures (serie) - Jackie Chan
- Johnny Test (serie) - Gil
- Despereaux De Dappere Muis - Despereaux
- Speed Racer (film, 2008) - Speed
- Bakugan (serie) - Dan
- Sammy's Avonturen: De geheime doorgang - Sammy
- Big Time Rush (serie) - Kendall Knight
- Rapunzel (film, 2010) - Flynn Ryder[4]
- Rapunzel voor altijd (korte film, 2012) - Eugene
- Beyblade: Metal Fusion (serie) - Ginka
- The Adventures of Tintin: The Secret of the Unicorn (film, 2011) - Kuifje/Tintin
- iCarly (serie) - Jake en Griffin
- Kikker en zijn vriendjes - Rat
- Jungle Junction - Rolivant
- Hannah Montana (serie) - Leslie/Jake Ryan en Jesse McCartney
- Hannah Montana: The Movie (film, 2009) -Travis Brody
- Total Drama Island (serie) - Justin
- De legende van Korra (serie) - Aang, Wan (Eerste Avatar) en Tahno
- Johnny Test (serie) - Radio-dj
- Wizards of Waverly Place (serie) - Dean
- Pokémon (serie) - Riley
- De Mentalisten - Caleb Vega
- Verhekst! (serie) - Jax
- Ninjago (serie) - Cole
- Shadowhunters (serie) - Jace
- Harry Potter en de Halfbloed Prins (film, 2009) - Magnus Stoker
- Chuck en Caleb - Caleb Vega
- Shadowhunters: The Mortal Instruments (serie) - Jace Herondale (seizoen 1 en 2)
- Ice Age: Continental Drift (film, 2012) - Louis
- Wreck-It Ralph (film, 2012) - Don, Sugar Rush Aankondiger
- Frozen (film, 2013) - Trol
- The Lego Movie (film, 2014) - Superman
- The Lego Batman Movie (film, 2017) - Superman
- The Lego Ninjago Movie (film, 2017) - Lloyd
- Spider-Man: Into the Spider-Verse (film, 2018) - Peter Parker / Spider-Man
- The Angry Birds Movie 2 (film, 2019) - Hal
- The Lego Movie 2: The Second Part (film, 2019) - Superman
- F1 2021 (computerspel, 2021) - commentator F2
- Minions: The Rise of Gru (film, 2022) - Piloot
- Spider-Man: Across the Spider-Verse (film, 2023) - Peter Parker / Spider-Man (1967)
- Verschrikkelijke Ikke 4 (film, 2024) - Perry Prescott

## Musicals
- Elisabeth (1999)
- Grease (2007)
- Je Anne (2010)
- All Stars (2018)